# Балк, Файруза
Файруза Балк (англ. Fairuza Balk; род. 21 мая 1974, Калифорния, США) — американская актриса. Самые известные фильмы с участием Файрузы Балк — «Возвращение в страну Оз», «Вальмон», «Остров доктора Моро», «Колдовство» и «Американская история Икс».

## Биография
Файруза Балк родилась в Калифорнии в 1974 году. Её отец, Соломон Фелдтхауз (Дэвид Эрл Скафф), занимался фолк-музыкой, некоторое время жил в Турции, изучая культуру и язык этой страны. Отчасти под влиянием восточной культуры он выбрал и имя для дочери — Файруза (бирюза). В 1985 году Файруза была утверждена на роль Дороти Гейл в фильме «Возвращение в страну Оз», после чего к ней пришла широкая известность. За свою актёрскую карьеру она снялась более чем в сорока фильмах и сериалах. В 1997 году драка, которую Файруза Балк и Робин Танни исполнили в конце фильма «Колдовство», была признана лучшей кинодракой года и награждена соответствующей премией (см. Кинонаграда MTV за лучший бой). В 1999—2000 годах Файруза вместе с актрисой Кристиной Риччи снялась в видеоклипе на песню Natural Blues американского диджея Moby. Этот видеоклип был номинирован на премию MuchMusic Video Awards, вручаемую в Торонто, в категории «Лучшее международное видео».

## Популярность в готической субкультуре
Файруза Балк обрела известность среди представителей субкультуры готов после того, как сыграла одну из главных ролей в фильме «Колдовство». Распространению популярности актрисы способствовал мрачный рок-н-ролльный имидж, которого она придерживается в обычной жизни, а также то, что она некоторое время держала магазин оккультных принадлежностей в Голливуде.
В 2010 году Балк объявила о создании собственного музыкального проекта Armed Love Militia и выпустила сингл Stormwinds, в записи которого принял участие бывший участник культовой готической группы Bauhaus Дэвид Джей.

## Фильмография
| Год       |     | Русское название                                       | Оригинальное название                           | Роль                      |
| --------- | --- | ------------------------------------------------------ | ----------------------------------------------- | ------------------------- |
| 1983      | тф  | Лучшее рождественское представление                    | The Best Christmas Pageant Ever                 | Бет Брэдли                |
| 1985      | тф  | Обманы                                                 | Deceptions                                      | Пенни Робертс             |
| 1985      | ф   | Возвращение в страну Оз                                | Return to Oz                                    | Дороти                    |
| 1986      | кор | —                                                      | Discovery                                       | Молли                     |
| 1986      | ф   | Самая плохая ведьма                                    | The Worst Witch                                 | Милдред Хаббл             |
| 1987      | тф  | Бедная маленькая богачка: История жизни Барбары Хаттон | Poor Little Rich Girl: The Barbara Hutton Story | Барбара в возрасте 12 лет |
| 1988      | ф   | —                                                      | The Outside Chance of Maximilian Glick          | Селия Брзжински           |
| 1989      | ф   | Вальмон                                                | Valmont                                         | Сесиль                    |
| 1991      | тф  | Смертельные намерения… Опять?                          | Deadly Intentions… Again?                       | Стейси                    |
| 1992      | ф   | Бензин, еда, жильё                                     | Gas Food Lodging                                | Шейд                      |
| 1992      | тф  | Позор                                                  | Shame                                           | Лиззи Кертис              |
| 1992      | тф  | Опасная любовь                                         | The Danger of Love: The Carolyn Warmus Story    | Лиза                      |
| 1993      | с   | Убийство в провинции                                   | Murder in the Heartland                         | Кэрил Фьюгейт             |
| 1994      | ф   | Воображаемые преступления                              | Imaginary Crimes                                | Соня Уайлер               |
| 1994      | ф   | Будка у дороги                                         | Tollbooth                                       | Дорис                     |
| 1995      | ф   | Чем заняться мертвецу в Денвере                        | Things to Do in Denver When You’re Dead         | Люсинда                   |
| 1995      | тф  | Тень сомнения                                          | Shadow of a Doubt                               | Энджел Харуэлл            |
| 1996      | ф   | Колдовство                                             | The Craft                                       | Нэнси Даунс               |
| 1996      | ф   | Остров доктора Моро                                    | The Island of Dr. Moreau                        | Айсса                     |
| 1997      | ф   | Американское совершенство                              | American Perfekt                                | Элис                      |
| 1997      | ф   | Правила игры                                           | The Maker                                       | Белла Сотта               |
| 1998      | ф   | В раю рыбой не кормят                                  | There’s No Fish Food in Heaven                  | Мона                      |
| 1998      | ф   | Американская история Икс                               | American History X                              | Стейси                    |
| 1998      | ф   | Маменькин сыночек                                      | The Waterboy                                    | Викки Валленкорт          |
| 1999—2000 | мс  | Гриффины                                               | Family Guy                                      | Конни Д’Амико             |
| 2000      | ф   | Роковые письма                                         | Red Letters                                     | Гретхен Ван Бурен         |
| 2000      | ф   | Почти знаменит                                         | Almost Famous                                   | Сапфира                   |
| 2002      | ф   | Персональное ускорение                                 | Personal Velocity: Three Portraits              | Пола                      |
| 2002      | ф   | Дикая банда                                            | Deuces Wild                                     | Энни                      |
| 2002      | ки  | —                                                      | Grand Theft Auto: Vice City                     | Мерседес Кортес           |
| 2003      | мс  | Лига справедливости                                    | Justice League                                  | Пенни Ди                  |
| 2003      | ки  | —                                                      | Lords of EverQuest                              | леди Т’Лак                |
| 2005      | ф   | —                                                      | What Is It?                                     | разные персонажи          |
| 2005      | ф   | Входите без стука                                      | Don’t Come Knocking                             | Эмбер                     |
| 2005      | ф   | Год и день                                             | A Year and a Day                                | Лола                      |
| 2006      | с   | Мастера ужасов                                         | Masters of Horror                               | Стейша                    |
| 2006      | ф   | Дикие тигры, которых я знал                            | Wild Tigers I Have Known                        | мама Логана               |
| 2006      | тф  | Орфей                                                  | Orpheus                                         | Карен                     |
| 2008      | ф   | Округ Гумбольдта                                       | Humboldt County                                 | Богарт                    |
| 2008      | ф   | Дорога Грайндстоун                                     | Grindstone Road                                 | Ханна                     |
| 2009      | ф   | Плохой лейтенант                                       | Bad Lieutenant: Port of Call New Orleans        | Хайди                     |
| 2010      | ф   | Дерьмовый год                                          | Shit Year                                       | голос автоответчика       |
| 2013      | ф   | Доза реальности                                        | Dose of Reality                                 | Роуз                      |
| 2015      | ф   | Вернуться другим человеком                             | Battle Scars                                    | Рифка                     |
| 2015      | с   | Рэй Донован                                            | Ray Donovan                                     | Джинджер                  |
| 2017      | ф   | —                                                      | August Falls                                    | Анна Эллисон              |
| 2018      | ф   | —                                                      | Hell Is Where the Home Is                       | посетительница            |
| 2020      | ф   | Колдовство: Наследие                                   | The Craft: Legacy                               | Нэнси Даунс               |